# Paramount Vantage
 (mai 2018).
Si vous disposez d'ouvrages ou d'articles de référence ou si vous connaissez des sites web de qualité traitant du thème abordé ici, merci de compléter l'article en donnant les références utiles à sa vérifiabilité et en les liant à la section « Notes et références ».
Paramount Vantage (anciennement Paramount Classics) est une filiale de Paramount Pictures spécialisée dans la production et la distribution de films plus indépendants et « art & essai » que les films « grand public » de Paramount Pictures.

## Historique
Paramount Classics est créée en 1998 et produit ou assure la sortie, dans les salles américaines, de films « art & essai » comme Virgin Suicides, Tu peux compter sur moi, Sunshine, Chère Martha, Winter Solstice ou plus récemment Nebraska. La société distribue également des films français aux États-Unis, comme ceux de Patrice Leconte (La Fille sur le pont, L'Homme du train et Confidences trop intimes).
En 2006, Paramount Classics est remplacée par Paramount Vantage. La société produit toujours le même genre de films mais également des documentaires. En 2007, la société coproduit avec Miramax Films les films No Country for Old Men et There Will Be Blood qui remportent de nombreux prix lors de la 80e cérémonie des Oscars.

## Filmographie

### Paramount Vantage
- 2006 : Babel d'Alejandro González Iñárritu (production / distribution)
- 2006 : The Foot Fist Way de Jody Hill (distribution)
- 2006 : Une vérité qui dérange (An Inconvenient Truth) (documentaire) de Davis Guggenheim (distribution)
- 2006 : Demande à la poussière (Ask the Dust) de Robert Towne (distribution)
- 2006 : La Planète blanche de Thierry Piantanida et Thierry Ragobert (distribution)
- 2006 : Broken Bridges de Steven Goldmann (distribution)
- 2006 : Black Snake Moan de Craig Brewer (distribution)
- 2007 : Year of the Dog de Mike White (distribution)
- 2007 : Le Fils de Rambow (Son of Rambow) de Garth Jennings (distribution)
- 2007 : No country for old men - Non, ce pays n'est pas pour le vieil homme (No Country for Old Men) de Joel et Ethan Coen (production / distribution)
- 2007 : How She Move de Ian Iqbal Rashid (distribution)
- 2007 : Un cœur invaincu (A Mighty Heart) de Michael Winterbottom (production / distribution)
- 2007 : Into the Wild de Sean Penn (production / distribution)
- 2007 : There Will Be Blood de Paul Thomas Anderson (production / distribution)
- 2007 : Arctic Tale (documentaire) d'Adam Ravetch et Sarah Robertson (distribution)
- 2007 : Beneath (en) de Dagen Merrill (distribution)
- 2007 : Margot va au mariage (Margot at the Wedding) de Noah Baumbach (distribution)
- 2007 : Les Cerfs-volants de Kaboul (The Kite Runner) de Marc Forster (distribution)
- 2008 : American Teen (documentaire) de Nanette Burstein (distribution)
- 2008 : The Eye de David Moreau et Xavier Palud (production)
- 2008 : The Duchess de Saul Dibb (production / distribution)
- 2008 : Les Noces rebelles (Revolutionary Road) de Sam Mendes (distribution)
- 2008 : Shine a Light (documentaire) de Martin Scorsese (distribution)
- 2008 : Les Insurgés (Defiance) d'Edward Zwick (production / distribution)
- 2009 : Middle Men de George Gallo (distribution)
- 2009 : Le Cas 39 (Case 39) de Ray Wright (production / distribution)
- 2009 : The Goods: Live Hard, Sell Hard de Neal Brennan (production / distribution)
- 2009 : Infectés (Carriers) d'Àlex Pastor et David Pastor (production / distribution)
- 2009 : The Marc Pease Experience de Todd Louiso (production / distribution)
- 2009 : Capitalism : A Love Story (documentaire) de Michael Moore (production)
- 2010 : Waiting for Superman (documentaire) de Davis Guggenheim
- 2011 : Like Crazy de Drake Doremus (production / distribution)
- 2011 : Jeff, Who Lives at Home de Jay Duplass et Mark Duplass (distribution)
- 2013 : Hansel and Gretel: Witch Hunters de Tommy Wirkola